# Karna Das
Karna Das, también conocido como Sr. Das (n.24 de septiembre de 1974, Pokhara) es un cantante nepalí.
Das terminó la escuela secundaria en 1993 y estudió economía en una Universidad de Nepal. También fue vocalista de una banda musical llamada Madhyanha. Su carrera como cantante empezó en 1997, dándose a conocer con su primer tema musical titulado Jindagi Ko Ke Bharosa.
Das toca el piano, inspirado en otros artistas reconocidos como Elton Jones, Richard Michael, Lata Mangeshkar, Jagjit Singh y Narayan Gopal. Además, ha realizado una serie de giras de conciertos dentro y fuera de su país. La mayor parte de sus canciones están dedicados al amor. Actualmente está casado con Sima Das.

## Discografía
- 1997: Madhyanha - 1
- 1998: Madhyanha - 2
- 2001: Madhyanha - 3
- 2000: Byerthai feri
- 2003: Purano Dunga
- 2005: Aadha Sapana
- 2007: Preet